# Edmond Lepelletier
Edmond Adolphe Le Pelletier de Bouhélier dit Edmond Lepelletier, né le 26 juin 1846 à Batignolles-Monceau et mort le 22 juillet 1913 à Vittel, est un journaliste, historien, écrivain, romancier et homme politique français. 
Apparenté à Paul Verlaine, dont il fut l'ami d'enfance, il a été un témoin de son temps, signalé notamment par Catulle Mendès. En 1899, il opère un virage politique en s'impliquant activement dans le mouvement nationaliste et antidreyfusard. Il est par la suite  député de la Seine de 1902 à 1906 et maire-adjoint de Bougival.

## Biographie
Edmond Lepelletier est le fils d'Auguste Alfred Le Pelletier de Bouhélier (1816-1868) et de Caroline Catherine Marie (1819-1871). Il a une sœur, Laure, épouse d'Alphonse Humbert (1844-1922).
En 1868, inscrit en licence de droit, il est avocat à la cour d'appel de Paris. Il commence une carrière de journaliste à L'Art, au Nain jaune puis à La Réforme politique et sociale (juin 1869). Fin 1869, en tant que journaliste de l'opposition au régime impérial, il fait un séjour d'un mois à la prison Sainte-Pélagie pour délit de presse, côtoyant Charles Delescluze, Félix Pyat et Jules Vallès, et surtout Abel Peyrouton, dont il fut l'ami.
Bien que soutien de famille, ayant perdu son père, il prend part à la guerre de 1870, puis, démobilisé, il obtient sa licence en mars 1871, et décide de rester dans Paris assiégé. Il prend alors le parti de la Commune, et est nommé, grâce à Peyrouton, conservateur du palais du Conseil d'État. Au moment des purges anti-communardes, il est traduit devant la justice et écope le 25 août 1871 d'un mois de prison ferme. 
Sous le pseudonyme de « Gaston Valentin », il est chroniqueur théâtral dans Le Peuple souverain, journal fondé en 1870 par Pascal Duprat. Dans ce même journal, le 16 novembre 1871, il est le premier à signaler aux lecteurs que « le couple Rimbaud-Verlaine déambule au foyer du théâtre de l'Odéon » : seul détail qui interpella, Rimbaud y est mentionné comme étant « Mademoiselle » : la suite se révéla catastrophique pour Verlaine, puisque, quelques jours plus tard, Lepelletier rendait une visite aux parents de Mathilde Verlaine (indisposée car venant d'accoucher) et confirmait bien que Rimbaud et Verlaine « se tenaient par le cou ».
Rédacteur à l'Écho de Paris, Lepelletier revient à la charge, le 17 novembre 1891, contre Rimbaud — dont il ignore la mort une semaine plus tôt —, au moment de la sortie du Reliquaire édité, non sans problèmes, par Rodolphe Darzens : les mots sont durs, le poète est qualifié de « trafiquant d'âge mûr ». Toutefois, dans le même journal, le 1er septembre 1897, il finit par saluer en Rimbaud, le « précurseur du décadentisme pur et du symbolisme absolu ».
En dehors de cette carrière de journaliste, poète et dramaturge lui-même, Lepelletier publia un grand nombre d'adaptations romanesques de succès théâtraux, carrière à laquelle il met un terme en 1898.
Initié en franc-maçonnerie, il est fondateur et vénérable maître de la loge Les Droits de l'Homme sis à Paris. Dans cette loge, il est un ardent opposant au boulangisme.
En 1898, il dévient antidreyfusard, puis membre de la ligue des patriotes : il est alors exclu de la franc-maçonnerie et rompt avec les radicaux.
Élu conseiller municipal de Bougival, il est ensuite élu conseiller municipal aux Batignolles en 1900 au nom du Parti nationaliste. Il devient ensuite député nationaliste de 1902 à 1906. En décembre 1903, il est brièvement le rédacteur en chef d'un périodique, Le Justiciable, journal des réformes judiciaires, qui est l'organe officiel de la « Ligue des justiciables ».
Durant les dix dernières années de sa vie, il se fait biographe, entre autres de Verlaine et Zola, et surtout historien de la Commune de Paris.
C'est ainsi qu'il reste aujourd'hui connu essentiellement pour avoir été l'un des premiers biographes de Verlaine, par la publication d'une biographie publiée en 1907 au Mercure de France. Il a le mérite de se rallier à la version de Verlaine, dans le cadre des ennuis judiciaires que rencontra celui-ci. Ayant croisé Rimbaud « à deux ou trois reprises », il propose un portrait plutôt critique du jeune poète, pour mieux disculper Verlaine. Son ouvrage fera réagir l'ex-Madame Paul Verlaine, Mathilde Mauté, qui écrira ses mémoires à la suite de la publication de sa biographie de Verlaine. Elles ne seront publiées qu'en 1935.
Le 5 juillet 1913, il est nommé officier de la Légion d'honneur par le ministère de l'Instruction publique et des Beaux-Arts ; il meurt le 22 juillet suivant. Il est inhumé à Rueil-Malmaison.

## Vie privée
Marié en premières noces à Jeanne Rougelet, Edmond Lepelletier est le père de l'écrivain Saint-Georges de Bouhélier et d'Isabelle (morte en 1923), épouse de René Viviani, président du Conseil. Il épouse en secondes noces Eugénie Thérèse Dumoulin (née en 1856), fille d'Eugène Dumoulin, peintre, père de Louis-Jules Dumoulin (1860-1924), peintre paysagiste.
Il existe une abondante correspondance entre Lepelletier et Verlaine, dont l'amitié dura jusqu'à la mort du poète.

## Publications

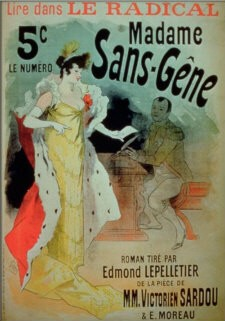
Affiche publicitaire de Jules Chéret pour l'adaptation romanesque de Madame Sans-Gêne, publiée en feuilleton dans Le Radical (1894).

- Le Chien du commissaire, roman, Paris, Dubuisson, 1877. — Publié en feuilleton dans Le Bien Public.
- L'Amant de cœur, roman, Paris, Tresse, 1884.
- Le Supplice d'une mère, roman, Paris, Édouard Dentu, 1884.
- La-ï-tou, roman érotique à tirage privé, Bruxelles, Kistemaeckers, 1886.
- Les Morts heureuses (préf. Alphonse Daudet, ill. Willette), Paris, Tresse & Stock, 1886 (lire en ligne sur Gallica).
- Soleils noirs et Soleils roses, poèmes, Paris, Alphonse Lemerre, 1887.
- Deux Contes, Bruxelles, 1887-1888 (Wikisource).
- Claire Éverard, roman, Paris, G. Charpentier, 1888.
- Les deux frères, publié dans La Vie populaire (1888).
- Les trahisons de Marie-Louise. Épisode complémentaire de Madame Sans-Gêne. La Belle Polonaise, Paris, La Librairie illustrée, 1890.
- Patrie, grand récit historique inédit, tiré du célèbre drame de Victorien Sardou, Paris, A. Fayard, 1893.
- Une femme de cinquante ans, roman, Paris, Tresse et Stock, 1894.
- Madame-Sans-Gêne, tiré de la pièce de MM. Victorien Sardou et Émile Moreau, 2 vol., Paris, Librairie illustrée, [1894-1895].
- Le Capitaine Ango, coll. « Les maîtres du roman » no 100, Paris, E. Dentu, [1895].
- La Closerie des genêts, roman d'après la pièce éponyme de Frédéric Soulié, 1895.
- Fanfan-la-Tulipe, d'après la pièce de M. Paul Meurice, Paris, Montgredien, 1896 (lire en ligne sur Gallica).
- Les amours de Don Juan, roman écrit avec Clément Rochel, « Collection Excelsior », Paris, Librairie Nilsson - Per Lamm, 1898, avec des photographies de Paul Sescau.
- À perpète, drame en cinq actes, avec Pierre Decourcelle, Théâtre de l'Ambigu-Comique, 29 décembre 1899.
- Le Serment d'Orsini, Paris, Montgredien, 1900.
- Les Deux Impératrices, Paris, Montgredien, 1901.
- Le Dernier Napoléon, Paris, J. Tallandier, 1902.
- Aux pays conquis : notes sur l'Alsace-Lorraine, Paris, Albin Michel, 1904 (lire en ligne sur Gallica).
- Paul Verlaine : sa vie, son œuvre, Paris, Mercure de France, 1907, lire sur Wikisource
- Émile Zola : sa vie, son œuvre, Paris, Mercure de France, 1908 (lire en ligne sur Gallica).
- Histoire de la Commune de 1871, Paris, Mercure de France, 1911
- Le Neveu de l'Empereur. Récit historique, Paris, J. Tallandier, 1913.

## Distinctions
- Chevalier de la Légion d'honneur (1882)
- Officier de la Légion d'honneur (1913)